# 堀川 (名古屋市)
堀川（ほりかわ）是流經日本愛知縣名古屋市之庄內川水系，屬於一級河川之等級。
全長共16.2公里。

## 地理
本河川是源自位在愛知縣名古屋市守山區之庄內川引水後而形成的，穿越名古屋市中心部後往南流匯入伊勢灣（名古屋港）。流經途中與中川運河及新堀川相連接。水深雖會受到潮汐影響有所改變，但水深的變化也僅止於1～3公尺左右。而河流的方向於滿潮時會有逆流而上的現象，因此本河川為運河的形態。
本河川的名稱特徵，會依流經區域的改變而在暱稱上也有所變化。由河口方向往朝日橋的區段稱為「堀川」，往黑川閘門方向則稱為「黑川」，往庄內用水元杁閘門方向則稱為「庄內用水」。
水源來自於庄內川，為取自於庄內川之水分橋西側之水庫（「庄內用水頭首工」）所堰塞後之水源，由取水口（「庄內用水元杁閘門」）引水後，其以「庄內用水」為水路南下而形成。
在流經名古屋市內時，從熱田往名古屋城周邊為止的區段，則因沿著熱田台地西側而流之故，所以本河川之東岸比西岸的地勢要高。

## 橫跨堀川上的橋樑
- 夫婦橋
- 瑠璃光橋
- 稚兒宮人道橋
- 猿投橋
- 志賀橋（名古屋市道名古屋環狀線）
- 北清水橋（國道41號）
- 金城橋
- 城北橋（大津通）
- 中土戶橋
- 筋違橋
- 朝日橋
- 巾下橋（國道22號）
- 小鹽橋

- 景雲橋（外堀通）
- 五條橋
- 中橋
- 櫻橋
- 傳馬橋
- 錦橋（錦通）
- 納屋橋（廣小路通）
- 天王崎橋
- 新洲崎橋（若宮大通）
- 岩井橋（大須通）
- 日置橋

- 山王橋（名古屋市道山王線）
- 古渡橋
- 尾頭橋
- 住吉橋（八熊通）
- 旗屋橋
- 旗屋小橋
- 熱田記念橋
- 御陵橋
- 白鳥橋（國道1號）
- 大瀨子橋
- 紀左衛門橋（名古屋市道東海橋線）
- 氣樂橋
- 港新橋（國道23號）

## 外部連結
下述網站均為日文網站，皆記載著堀川或與其同一源頭之庄內用水的變遷。
- 名古屋堀川獅子會 （页面存档备份，存于）
- 名古屋再發現
- 堀川400年之足跡 - Network2010 （页面存档备份，存于）
- 堀川1000人調査隊 （页面存档备份，存于）